# Головецко (Стрыйский район)
Головецко (укр. Головецько) — село в Славской поселковой общине Стрыйского района Львовской области Украины.
Население по переписи 2001 года составляло 524 человека. Занимает площадь 1,73 км². Почтовый индекс — 82641. Телефонный код — 3251.